# Sergio Ávila
Sergio Gabriel Ávila Valle (nacido el 2 de septiembre de 1985 en Irapuato, Guanajuato) es un exfutbolista y actual arquitecto mexicano que jugaba en la posición de mediocampista. Su último equipo fue los Reboceros de la Piedad.
Sergio A. Ávila, debutó el 1 de abril de 2005 en el partido Chivas - Tecos, partido que el Rebaño perdería 3-2. Después de ceder 6 jugadores para jugar la Copa Mundial de Fútbol de 2006. Chivas tuvo que recurrir a varios jugadores jóvenes, algunos con ninguna experiencia en primera división; ahí cuando se le presenta la oportunidad a Sergio de actuar como titular en los partidos de cuartos de final contra Jaguares de Chiapas y en la semifinal contra Pachuca. Anotaría su primer gol en primera contra el Jaguares en el Estadio Jalisco.
Se retiró prematuramente anunciándolo en 2012, ya que al lesionarse en 2011 y en palabras del Dr. Rafael Ortega, tras la cirugía a la que fue sometido, Ávila no quedó apto para desarrollar fútbol de alta competencia por quedar con cojera al correr.
Terminó su carrera como arquitecto en la Universidad Autónoma de Guadalajara (UAG).
Casado con 2 hijos.
Actualmente se dedica a dar clases de arquitectura en la universidad Del Valle de Atemajac (UNIVA).

## Clubes
| Club                       | País   | Año         |
| -------------------------- | ------ | ----------- |
| Club Deportivo Guadalajara | México | 2005 - 2010 |
| Querétaro FC               | México | 2011        |
| Reboceros de la Piedad     | México | 2011 - 2012 |

## Palmarés

### Campeonatos nacionales
| Título          | Club        | País   | Año  |
| --------------- | ----------- | ------ | ---- |
| Torneo Apertura | Guadalajara | México | 2006 |

### Campeonatos internacionales
| Título    | Club        | País           | Año  |
| --------- | ----------- | -------------- | ---- |
| InterLiga | Guadalajara | Estados Unidos | 2009 |